# فراز إمام علي
فراز إمام علي (بالفارسية: فراز امام‌علی) هو مهاجم كرة قدم إيراني يلعب مع نادي مس رفسنجان في دوري المحترفين الإيراني.

## روابط خارجية
- فراز إمام علي على موقع قاعدة بيانات كرة القدم.إي يو (الإنجليزية)